# Цыгичко, Николай Петрович
Николай Петрович Цыгичко (16 марта 1907, Харьков, Харьковская губерния, Российская империя — 2 апреля 1963, Москва, РСФСР, СССР) — советский разведчик, кандидат военных наук. Генерал-лейтенант (1963).

## Биография
Родился в Харькове в семье рабочих. В РККА с 1929 года. Член ВКП(б) с 1931 года. До 1934 года командовал ротой 38-го стрелкового Северо-Донецкого полка.
Окончил Специальный факультет Военной академии РККА имени М. В. Фрунзе (апрель 1934 — сентябрь 1937).
С сентября 1937 года по июнь 1938 года — помощник начальника отделения разведывательного отдела штаба Особой Краснознамённой Дальневосточной армии. Затем — начальник приграничного разведывательных пунктов разведотдела штаба ОКДВА. С мая по октябрь 1940 — заместитель начальника 2-го отделения РО штабов 1-й и 2-й отдельных Краснознаменных армий, а с октября 1940 года — 3-го отделения РО штаба Дальневосточного фронта.
В годы Великой Отечественной войны служил в Разведывательном управлении Генерального Штаба Красной Армии, после войны — на руководящих должностях в ГРУ.
Скончался 2 апреля 1963 года. Похоронен на Новодевичьем кладбище Москвы.

## Награды
- Орден Ленина (30.12.1956)[4];
- два Ордена Красного Знамени (06.06.1945; 15.11.1950)[4];
- два Ордена Красной Звезды (03.11.1944; 31.12.1955)[4];
- медали[2].

## Сочинения
- Вооружение японской пехоты / сост.: полк. Н. П. Цыгичко, подполк. С. Л. Егоров, кап. П. К. Фокин. — М. : Воениздат, 1945. — 179 с.
- Автобронетанковые войска японской армии / сост.: полк. Н. П. Цыгичко, подполк. С. Л. Егоров, кап. П. К. Фокин, кап. С. Я. Саваченко. — М. : Воениздат, 1945. — 96 с.